# Robe mission

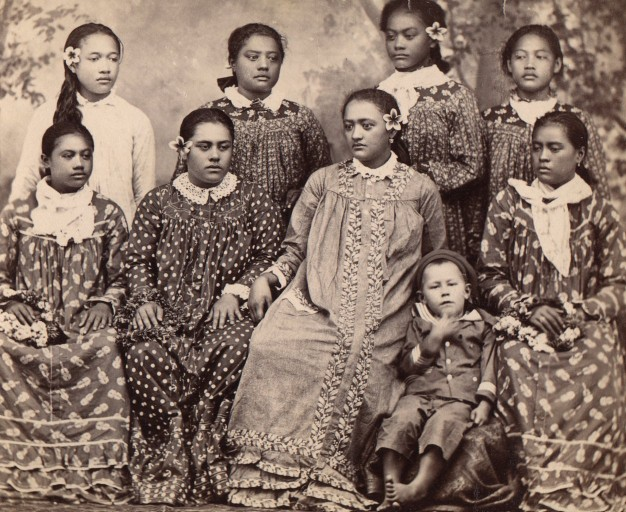
Tahitiennes en robe mission entre 1880 et 1889

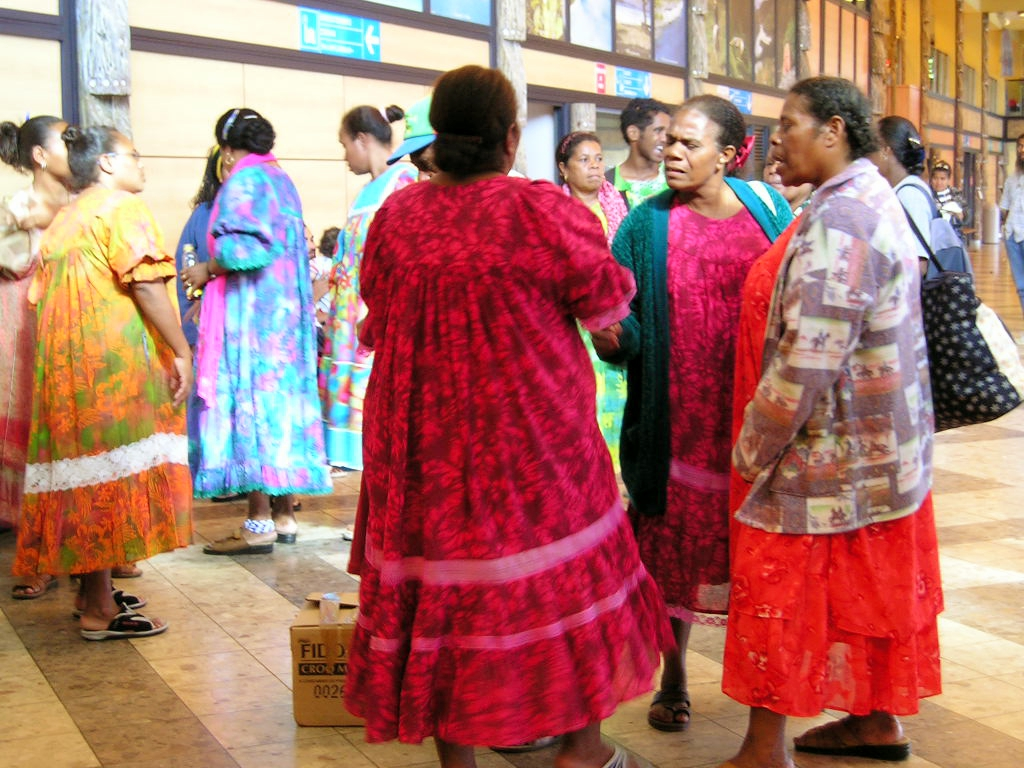
Un groupe de femmes kanak, en robe mission, à l'aérodrome de Magenta.

La robe mission, aussi appelée robe empire ou robe popinée (Nouvelle-Calédonie) est un vêtement féminin porté dans toute l'Océanie. 

## Description
Il s'agit d'une robe longue et ample sans décolleté mais aux couleurs généralement bariolées. Elle a été imposée par les missionnaires chrétiens, venus évangéliser cette partie du monde au XIXe siècle, en remplacement des tenues traditionnelles ou simplement de la nudité coutumière, impudiques à leurs yeux. Les Océaniennes se sont peu à peu approprié cette robe qui a pris des tons bariolés. 
Son port est désormais revendiqué et fait office de costume local dans une grande partie du Pacifique, Polynésie comme Mélanésie. 
Ainsi, en Nouvelle-Calédonie, les équipes féminines de cricket s'affrontent en robe mission d'une couleur différente pour chaque équipe.

## Noms vernaculaires
- Tahitien : ahu tua ou ahu māmā rū'au (littéralement robe de grand-mère).
- Hawaïen : holokū ou mu'umu'u (littéralement amputé) pour sa version moderne (manche courte et décolleté plus ample)[3].
- Maori des îles Cook : pona tāpia (littéralement robe empesée) ; pona pu'era tiare (littéralement robe à fleurs) pour sa version moderne bien que pona mu'umu'u soit également parfois utilisé.
- Bichelamar (Vanuatu et autres pays mélanésiens) : « Aelan dress »
- Français : « robe mission », « robe empire », « robe popinée » (Nouvelle-Calédonie).
- Anglais :  Mother Hubbard dress.